# Shear-Kliff
Das Shear-Kliff ist ein Felsenkliff an der Borchgrevink-Küste im ostantarktischen Viktorialand. Es ist neben dem Salmon- und dem Roberts-Kliff eines der drei markanten Kliffs südlich des Seabee Hook auf der Westseite der Hallett-Halbinsel.
Teilnehmer der von 1957 bis 1958 dauernden Kampagne im Rahmen der New Zealand Geological Survey Antarctic Expedition benannten es nach dem US-amerikanischen Meteorologen James Algan Shear (1919–1983), wissenschaftlicher Leiter der Hallett-Station im Jahr 1957.